# Segunda División de México 2006-07
La Temporada 2006-07 de la Segunda División de México  fue la LVII en la historia de competencias celebradas bajo esta categoría del fútbol mexicano. Estuvo dividida en dos torneos cortos: el Apertura 2006 y el Clausura 2007. 
Los dos campeones de la temporada fueron los clubes Pachuca Juniors y Cruz Azul Jasso, siendo el primero el que lograría el título de la temporada y un boleto para ascender a la Primera División 'A'.
Respecto a la temporada previa, hubo varios cambios de franquicias que anteriormente tenían otra sede, se crearon algunas nuevas mientras que otras desaparecieron o jugaron en la Tercera División por diversas causas. Estos fueron los cambios ocurridos al respecto:
- Se crea el conjunto Alebrijes de Oaxaca tras adquirir la plaza perteneciente al Inter de Comaltitlán.
- Tiburones Blancos de Xalapa fueron adquiridos por el Veracruz y lo convirtieron en una filial denominada Tiburones Rojos de Córdoba.
- El club Real de la Plata se convirtió en Galeana Morelos con sede en Xochitepec.
- El CF Atlético Celaya cambió su nombre por Aztecas Celaya.
- Teca-Naucalpan se trasladó al municipio de Huixquilucan donde pasó a denominarse Teca-Huixquilucan.
- Tras descender de la Primera División A. El conjunto de Dorados de Tijuana fue trasladado a la ciudad de Guamúchil, Sinaloa.
- Se crea el Club Chivas San Rafael tras el cambio de nombre y sede de los Reboceros de La Piedad, franquicia que ya estaba afiliada al Club Deportivo Guadalajara.
- Dorados de Mazatlán surge tras la mudanza de Diablos de Hermosillo.
- El Cruz Azul Hidalgo de Segunda pasa a llamarse Cruz Azul Jasso para evitar confusión entre los equipos de Primera "A" y de la presente categoría.
- Se creó el conjunto de Palmeros de Colima sobre la base del CFS Manzanillo B, equipo filial que había ascendido desde la Tercera División y cuyo conjunto principal ya estaba presente en esta categoría.
- Ocurrió un caso similar con Gallos Blancos de Izcalli equipo que surgió aprovechando los derechos adquiridos tras el ascenso de Tecamachalco B.
- Se crearon tres franquicias nuevas: Dorados Fuerza UACH, Guerreros de Comalcalco y Deportivo Unión Piedras Negras.
- Los equipos Vencedores de Delicias, Cajeteros del FC Zapotlanejo, Cañeros del Zacatepec y Azucareros de Córdoba decidieron jugar en la Tercera División pese a tener derechos deportivos para disputar esta categoría.
- Los clubes Jersy-Nay Ixcuintla, Alacranes Rojos de Apatzingán y Abejas Reales de Tantoyuca abandonaron las competencias profesionales.

## Sistema de competición
La temporada se dividió en dos torneos cortos: Apertura (de julio a diciembre) y Clausura (de enero a mayo). El sistema de competencia de ambos campeonatos fue dividido en dos partes:
- Fase de clasificación: estuvo integrada por periodo de jornadas de la temporada regular que estuvo entre las 11 y las 16, el número de fechas que se disputaron se determinó de acuerdo a la cantidad de equipos que integraron cada grupo.
- Fase final: se jugó en series de partidos de ida y vuelta durante las rondas de Octavos, Cuartos de final, Semifinales y la Final.

### Fase de clasificación
La fase de clasificación dividió a los 70 equipos participantes en cinco grupos dependiendo su ubicación geográfica, lo que derivó que hubiera un número de entre 11 y 16 clubes según el reparto.
Durante esta etapa se siguió el sistema de puntos, los cuales se otorgaron de acuerdo a los resultados que se desarrollaron durante las jornadas del campeonato y se obtuvieron de la siguiente manera:
- Por juego ganado: 3 puntos
  - Si se dio el caso de que un equipo visitante ganara su partido por una diferencia de dos goles, se otorgó un punto adicional como premio. Esto únicamente aplicó en los partidos ganados de forma deportiva.
- Por juego empatado: 1 punto
  - En caso de existir un empate de dos goles o más, los equipos participantes debieron disputar una serie de tiros penales, el ganador de dicha fase obtuvo un punto adicional de acuerdo a lo establecido en el Artículo 31 del Reglamento de la Segunda División.
- Por juego perdido: 0 puntos

La tabla general de cada grupo determinó a los clasificados por el número de puntos en orden descendente. En los caso en los que dos o más equipos terminaron el periodo regular con empate a puntos se procedió a los siguientes criterios para definir la posición final:
1. Mejor diferencia de goles entre los anotados y los recibidos.
2. Mayor número de goles anotados.
3. Enfrentamientos directos entre los clubes involucrados.
4. Mayor número de goles anotados como visitante.
5. Mejor ubicación en la tabla general de cocientes.
6. Tabla fair play (menor cantidad de amonestaciones y/o expulsiones)
7. Sorteo

Al finalizar el torneo regular pasó a tomarse en cuenta la tabla general de clasificación para determinar el orden en el cual los equipos debieron enfrentarse durante las rondas finales, siendo los primeros clasificados los que tuvieron la ventaja de jugar los partidos de vuelta en terreno local.

### Fase final

#### Liguilla de Ascenso
La fase de liguilla de ascenso fue jugada por 16 clubes: los tres primeros lugares de cada uno de los cinco grupos y el club que terminó en el mejor cuarto lugar. 
Los 16 clubes participantes fueron reubicados de acuerdo con su posición en la tabla general del campeonato, desde el primer clasificado hasta el #16. La ronda de octavos de final fue determinada a través de un sorteo. A partir de esta fase las llaves siguieron la siguiente fase:
- Octavos de final
- Cuartos de final
- Semifinales
- Final

En cada fase los clubes vencedores fueron aquellos que anotaron la mayor cantidad de goles durante los dos partidos, en los casos en los que existió un empate en el marcador de la serie, se pasó a determinar al ganador de acuerdo con el número de tantos que anotó en juego de visitante, en caso de continuar la igualada se pasó a definir al ganador por una serie de tiros penales.
Los partidos correspondientes a la Fase final se jugaron obligatoriamente los días miércoles y sábado, y jueves y domingo eligiendo, los equipos mejor clasificados pudieron elegir la fecha y hora predilectas para la disputa de su partido de vuelta, mientras que el resto de clubes únicamente pudo elegir el horario de acuerdo con la fecha establecida en el reglamento.
El campeón del torneo fue el ganador de la liguilla. Al existir dos torneos por temporada, fue necesaria la celebración de una serie final para determinar al equipo campeón de la temporada, este conjunto a su vez fue acreedor del ascenso a la Primera División 'A'.

#### Liguilla de filiales
La federación determinó la celebración de una liguilla de filiales en la que participaron los ocho clubes filiales con mejor clasificación al finalizar la temporada, fueron considerados como filiales aquellos conjuntos que representan al segundo equipo de un club establecido en la Primera División o en la Primera 'A'. Por este motivo, este título se consideró simbólico ya que el ganador carecía de cualquier derecho a promocionar a una categoría superior.
El sistema de juego fue similar a la Liguilla de Ascenso, únicamente se debe destacar que en este caso se inició en la fase de cuartos de final, manteniendo los mismos reglamentos y disposiciones.

### Tabla de cocientes
Se siguió la tabla de cocientes para determinar al conjunto que descendió a la Tercera División, siendo relegado a la categoría inferior el equipo con el peor coeficiente al dividir puntos obtenidos entre los partidos jugados, a diferencia de las divisiones superiores, en este caso únicamente se aplicó a los resultados obtenidos durante la temporada.

## Equipos participantes[5]
La temporada contó con la participación de 70 equipos que se repartieron en cinco grupos de acuerdo a sus zonas geográficas: Sur, Centro, Bajío, Occidente y Norte. Los clubes contendientes se repartieron de la siguiente manera.

### Zona Sur
| Equipo                          | Ciudad                         | Estadio                         |
| ------------------------------- | ------------------------------ | ------------------------------- |
| Albinegros de Orizaba           | Orizaba, Veracruz              | Socum                           |
| Alebrijes de Oaxaca             | Oaxaca, Oaxaca                 | Benito Juárez                   |
| Guerreros de Comalcalco         | Tenosique, Tabasco             | Ángel Llego "Gello" Zubieta     |
| Inter Playa del Carmen          | Playa del Carmen, Quintana Roo | Mario Villanueva Madrid         |
| FC Itzaes Yucatán               | Mérida, Yucatán                | Carlos Iturralde Rivero         |
| Jaguares de Tabasco             | Comalcalco, Tabasco            | Antonio Valenzuela Alamilla     |
| Limoneros de Río Grande         | Río Grande, Oaxaca             | Inocente Santos Luna            |
| Ocelotes UNACH                  | Tuxtla Gutiérrez, Chiapas      | Víctor Manuel Reyna             |
| Pioneros de Cancún              | Cancún, Quintana Roo           | Cancún 86                       |
| Tiburones Rojos de Córdoba      | Córdoba, Veracruz              | Rafael Murillo Vidal            |
| Universidad del Golfo de México | Orizaba, Veracruz              | Universidad del Golfo de México |

### Zona Centro
| Equipo                          | Ciudad                               | Estadio                               |
| ------------------------------- | ------------------------------------ | ------------------------------------- |
| América Coapa                   | México, D.F.                         | Instalaciones Club América Cancha 2   |
| Arroceros de Cuautla            | Cuautla, Morelos                     | Isidro Gil Tapia                      |
| Astros de Cuernavaca            | Cuernavaca, Morelos                  | Centenario                            |
| Atlético Tapatío-Chalco         | Chalco, Estado de México             | Arreola                               |
| Cuautitlán                      | Cuautitlán, Estado de México         | Los Pinos                             |
| Galeana Morelos                 | Xochitepec, Morelos                  | Mariano Matamoros                     |
| Gallos Blancos de Izcalli       | Cuautitlán Izcalli, Estado de México | Hugo Sánchez Márquez                  |
| Lobos Prepa                     | Puebla, Puebla                       | Olímpico de la BUAP                   |
| Pachuca Juniors                 | Pachuca, Hidalgo                     | Hidalgo                               |
| Pachuca Tuzos                   | Pachuca, Hidalgo                     | Hidalgo                               |
| Potros UAEM                     | Toluca, Estado de México             | Universitario Alberto "Chivo" Córdoba |
| Puebla FC B                     | Santa Isabel Cholula, Puebla         | Santa Isabel                          |
| Pumas Naucalpan                 | México, D.F.                         | La Cantera                            |
| Pumas Prepa                     | México, D.F.                         | La Cantera                            |
| Tecamachalco                    | Huixquilucan, Estado de México       | Alberto Pérez Navarro                 |
| Universidad Autónoma de Hidalgo | Pachuca, Hidalgo                     | Revolución Mexicana                   |

### Zona Bajío
| Equipo                       | Ciudad                         | Estadio                               |
| ---------------------------- | ------------------------------ | ------------------------------------- |
| Atlético Cuauhtémoc          | Aguascalientes, Aguascalientes | Universidad Cuauhtémoc Aguascalientes |
| Aztecas Celaya               | Celaya, Guanajuato             | Miguel Alemán Valdés                  |
| Cachorros de León            | León, Guanajuato               | Nou Camp                              |
| Cruz Azul Jasso              | Jasso, Hidalgo                 | 10 de diciembre                       |
| Diablos Rojos Metepec        | Metepec, Estado de México      | Instalaciones de Metepec              |
| Halcones de San Juan del Río | San Juan del Río, Querétaro    | Unidad Deportiva Maquío               |
| CD Irapuato                  | Irapuato, Guanajuato           | Sergio León Chávez                    |
| Leones Amecameca             | Amecameca, Estado de México    | Francisco Flores                      |
| Misioneros de Jalpan         | Jalpan de Serra, Querétaro     | Unidad Deportiva Jalpan               |
| Necaxa Rayos                 | San Juan de los Lagos, Jalisco | Antonio R. Márquez                    |
| Petroleros de Salamanca B    | Salamanca, Guanajuato          | Olímpico sección 24                   |
| Querétaro FC B               | Querétaro, Querétaro           | Corregidora                           |
| Teca - Huixquilucan          | Huixquilucan, Estado de México | Alberto Pérez Navarro                 |
| Titanes de Tulancingo        | Tulancingo, Hidalgo            | Primero de Mayo                       |
| Unión de Curtidores          | León, Guanajuato               | La Martinica                          |
| Valle del Mezquital          | Tezontepec, Hidalgo            | San Juan                              |

### Zona Occidente
| Equipo                   | Ciudad                     | Estadio                                  |
| ------------------------ | -------------------------- | ---------------------------------------- |
| Atlas B                  | Zapopan, Jalisco           | Atlas Colomos                            |
| Cachorros de la U. de G. | Guadalajara, Jalisco       | Jalisco                                  |
| Chivas San Rafael        | Guadalajara, Jalisco       | Club Chivas San Rafael                   |
| Delfines Jalisco         | Guadalajara, Jalisco       | Parque Solidaridad Iberoamericana        |
| Deportivo Autlán         | Autlán de Navarro, Jalisco | Unidad Deportiva Chapultepec             |
| Dorados de Guamúchil     | Guamúchil, Sinaloa         | Alfredo Díaz Angulo                      |
| Dorados de Mazatlán      | Mazatlán, Sinaloa          | Centro Deportivo Benito Juárez           |
| Guadalajara B            | Zapopan, Jalisco           | Verde Valle                              |
| Jaguares de Zamora       | Zamora, Michoacán          | Unidad Deportiva El Chamizal             |
| CFS Manzanillo           | Manzanillo, Colima         | Gustavo Vázquez Montes                   |
| Monarcas Morelia C       | Morelia, Michoacán         | Cancha Anexa Estadio Morelos             |
| Palmeros de Colima       | Colima, Colima             | Colima                                   |
| UAG Tecomán              | Tecomán, Colima            | IAETAC                                   |
| Vaqueros de Ixtlán       | Ameca, Jalisco             | Núcleo Deportivo y de Espectáculos Ameca |

### Zona Norte
| Equipo                                                | Ciudad                                    | Estadio                                       |
| ----------------------------------------------------- | ----------------------------------------- | --------------------------------------------- |
| Altamira FC                                           | Altamira, Tamaulipas                      | Altamira                                      |
| Atlético Lagunero                                     | Gómez Palacio, Durango                    | Unidad Deportiva Gómez Palacio                |
| Bravos de Nuevo Laredo                                | Nuevo Laredo, Tamaulipas                  | Unidad Deportiva Benito Juárez                |
| Cachorros de la UANL                                  | Zuazua, Nuevo León                        | Instalaciones de Zuazua                       |
| Archivo:Correcaminos UAT.png Correcaminos de la UAT B | Ciudad Victoria, Tamaulipas               | Profesor Eugenio Alvizo Porras                |
| Deportivo Unión Piedras Negras                        | Piedras Negras, Coahuila                  | Piedras Negras                                |
| Dorados Fuerza UACH                                   | Chihuahua, Chihuahua                      | Olímpico Ciudad Deportiva Chihuahua           |
| Durango B                                             | Durango, Durango                          | Francisco Zarco                               |
| FC Excélsior                                          | Salinas Victoria, Nuevo León              | Centro Deportivo Soriana                      |
| Rayados 2a                                            | Monterrey, Nuevo León                     | El Barrial                                    |
| Santos Laguna C                                       | Gómez Palacio, Durango                    | Unidad Deportiva Gómez Palacio                |
| Tampico Madero                                        | Tampico Madero, Tamaulipas                | Tamaulipas                                    |
| Vaqueros de Apodaca / Reynosa                         | Apodaca, Nuevo León / Reynosa, Tamaulipas | Unidad Deportiva Centro / Adolfo López Mateos |

## Resultados
Véase: Anexo:Torneo Apertura 2006 Segunda División de México
Véase: Anexo:Torneo Clausura 2007 Segunda División de México
| Torneo        | Campeón         | Subcampeón   | Campeón de Filiales | Asciende a Primera A | Desciende a Tercera División |
| ------------- | --------------- | ------------ | ------------------- | -------------------- | ---------------------------- |
| Apertura 2006 | Pachuca Juniors | Atlas B      | Chivas San Rafael   |                      |                              |
| Clausura 2007 | Cruz Azul Jasso | Necaxa Rayos | América Coapa       | Pachuca Juniors      | Vaqueros de Apodaca          |

## Final de Ascenso
La final de Ascenso de la Temporada 2006-07 enfrentó a los campeones de los Torneos Apertura 2006 y Clausura 2007, los cuales fueron los conjuntos de Pachuca Juniors y Cruz Azul Jasso. Finalmente el equipo de Pachuca Juniors fue el campeón de la temporada, sin embargo al ascender a la Primera División 'A' se convirtió en Jaguares de Tapachula.
| 24 de mayo de 2007 | Pachuca Juniors | 1:1 | Cruz Azul Jasso | Estadio Hidalgo, Pachuca |  |

| 27 de mayo de 2007                                                               | Cruz Azul Jasso | 1:4 | Pachuca Juniors | Estadio 10 de diciembre, Jasso |  |
| Pachuca Juniors campeón de la Temporada 2006-07 de la Segunda División de México |                 |     |                 |                                |  |

| Campeón de Ascenso 2006-07         |
| ---------------------------------- |
|                                    |
| Pachuca Juniors                    |
| 1° Título                          |
| Asciende a la Primera División 'A' |